# Слобожанское (Балаклейский район)
Слобожа́нское (укр. Слобожанське, до 2016 г. — Жовтне́вое) — посёлок, Асеевский сельский совет, Балаклейский район, Харьковская область, Украина.
Код КОАТУУ — 6320280402. Население по переписи 2001 г. составляет 542 (251/291 м/ж) человека.
В селе есть молочно-товарная ферма, сады (20 га). Рядом проходит газопровод.